# Le Souffle de Dune
Le Souffle de Dune (titre original : The Winds of Dune) est un roman publié en 2009 et rédigé par Brian Herbert et Kevin J. Anderson qui s’intègre dans l’univers de Dune de Frank Herbert. Il s'agit du deuxième tome d'une trilogie appelée Légendes de Dune (Heroes of Dune en langue originale).

## Résumé
Le roman commence avec Lady Jessica de retour à Arrakis suivant la disparition de son fils l'Empereur Paul-Muad'Dib, qui selon la coutume des Fremen a marché à la merci du désert pour y mourir après être devenu aveugle. L'histoire d'amitié entre Paul et Bronso Vernius est également racontée.